# Lastaurus robustus
Lastaurus robustus är en tvåvingeart som beskrevs av Carrera 1949. Lastaurus robustus ingår i släktet Lastaurus och familjen rovflugor. Inga underarter finns listade i Catalogue of Life.